# Station Prescot
Prescot is een spoorwegstation van National Rail in Prescot, Knowsley in Engeland. Het station is eigendom van Network Rail en wordt beheerd door Northern Rail. 